# Erik Leonard Ekman
Erik Leonard Ekman, né le 14 octobre 1883 à Stockholm et mort le 15 janvier 1931 à Santiago de los Caballeros, est un botaniste suédois.